# Iwan Starow
Iwan Jegorowicz Starow, ros. Иван Егорович Старов (ur. 12 lutego 1745, zm. 5 kwietnia 1808) – rosyjski architekt i urbanista.

## Życiorys
Wykształcenie zdobywał początkowo w Moskwie pod kierunkiem Dmitrija Uchtomskiego, następnie w latach 1758–1762 kształcił się w Petersburskiej Akademii Sztuk, gdzie jego nauczycielami byli Jean-Baptiste Vallin de la Mothe oraz Aleksandr Kokorinow. W 1762 r. dzięki otrzymanemu na akademii stypendium wyjechał na sześć lat do Rzymu i Paryża. Po powrocie do Rosji w 1769 r. otrzymał status akademika i został wykładowcą Akademii Sztuk. W 1772 r. powierzono mu stanowisko głównego architekta Komisji ds. budownictwa murowanego w Petersburgu i Moskwie, odpowiedzialnej za przebudowę obydwu metropolii. W 1774 r. opracował również plany nowego rozplanowania Pskowa i Woroneża.
Od 1774 r. był jednym z głównych architektów Petersburga. Zaprojektował również szereg założeń pałacowych w sąsiedztwie rosyjskiej stolicy, wypracowując model podmiejskiej willi wpisującej się harmonijnie w otaczającą ją przyrodę. Po 1790 r. pracował nad budową Mikołajowa i Jekaterynosławia, opracowując układy urbanistyczne tych ośrodków miejskich. W 1800 r. nadzorował budowę soboru Kazańskiej Ikony Matki Bożej w Petersburgu.

## Ważniejsze prace
- przebudowa Ławry Aleksandra Newskiego w Petersburgu, w tym budowa soboru Trójcy Świętej (1778–1790) oraz cerkwi nadbramnej (1783–1785)[1]
- Pałac Taurydzki w Petersburgu (1783–1789)[1]
- sobór św. Katarzyny w Chersoniu (1781–1786)[2]
- sobór św. Włodzimierza w Petersburgu[3]
- pałac Piełła[1]
- pałac w Bogorodicku[1]
- rezydencja Nikolskoje-Gagarino[1]
- Pałac Aniczkowski – przebudowa[4]